# 黃德雄
黃德雄（1953年4月8日—2008年3月7日），臺灣南投縣水里鄉人，《民生報》戶外組記者，會隨隊採訪臺灣登山隊，曾把1993年海峽兩岸登山客合攀聖母峰的紀行寫成書。

## 生平
1953年生於中央山脈主要登山口的水里鄉的黃德雄是《民生報》戶外活動的專業記者，在合歡山受過冰雪地攀登技術訓練，也赴日本受過登山訓練，與妻子楊玉嶺都有登山的共同興趣。
《民生報》創報以來，有派遣戶外組記者全程報導登山活動的慣例。如1993年「海峽兩岸珠峰聯攀」行動，記者張銘隆、黃德雄在海拔5140公尺、零下15度的基地中下，利用海事衛星向台北發送消息，此舉創下臺灣新聞史的新紀錄。黃德雄在珠峰攀登過程中，還因隊友失誤而在零下10、20度的風雪中過夜，而差點喪命。在絨布河谷的他以135單眼相機和6×7大底片相機拍攝登山鏡頭，還要火烤原子筆尖、為衛星熱機才能採訪。但因幫助他人的原因，並沒有登上珠峰。為這次兩岸首次共同登聖母峰，報社將張銘隆、黃德雄與吳學銘的採訪出書《1993年海峽兩岸珠穆朗瑪峰聯攀隊登頂實錄-登峰造極》，共15餘萬字，30多頁彩色照片。
黃德雄退休後以任教台灣科技大學體育登山課程，推廣登山運動教育為職志。如，他擔任歐都納七頂峰登山隊的顧問。至2006年報導時，他在海外登頂的就有富士山、金納巴魯山、阿空加瓜峰、希夏邦馬峰。他收集從日治時代的台灣登山記錄，正當要把台灣登山史寫成論文時，就去世。
2009年，歐都納七頂峰登山隊登上聖母峰時，隊員黃致豪就攜帶黃德雄的相片，以感謝去年因心肌梗塞過世的黃老師的指導與支持。